# یان پوسکا
یان پوسکا (استونیایی: Jaan Poska; ۲۴ ژانویهٔ ۱۸۶۶ – ۷ مارس ۱۹۲۰) سیاست‌مدار اهل استونی بود.
وی از سال ۱۹۱۸ تا ۱۹۱۹ وزیر امور خارجه استونی و از سال ۱۹۱۳ تا ۱۹۱۷ شهردار تالین بوده است.